# Bullet for My Valentine (album)
Bullet for My Valentine – debiutancki minialbum walijskiej grupy Bullet For My Valentine.

## Lista utworów
Kolejność utworów na tej płycie jest błędna, przez co okładka nie zgadza się z rzeczywistością.
- Na okładce:

1. "Cries In Vain"
2. "Curses"
3. "Hand Of Blood"
4. "No Control"
5. "Just Another Star"

- Rzeczywista:

1. "Hand of Blood"
2. "Cries in Vain"
3. "Curses"
4. "No Control"
5. "Just Another Star"